# 岡山市立西大寺中学校
岡山市立西大寺中学校（おかやましりつ さいだいじちゅうがっこう）は、岡山県岡山市東区西大寺上にある公立中学校。

## 沿革
- 1947年（昭和22年）：西大寺町立第一西大寺中学校として開校。
- 1948年（昭和23年）：上道郡雄神村立雄神中学校・邑久郡豊村立豊中学校を合併し、上道郡西大寺町外二ケ村学校組合立西大寺中学校に改称。豊分校および雄神分校を設置。
- 1951年（昭和26年）：組合規約改正により、西大寺市外一ケ村学校組合立西大寺中学校に改称。
- 1955年（昭和30年）：合併により西大寺市立西大寺中学校に改称。
- 1969年（昭和44年）：合併により岡山市立西大寺中学校に改称。

## 校訓
- 研学・協和・健康

## 部活動
- バドミントン部
- バレーボール部
- バスケットボール部
- 卓球部
- 陸上競技部
- サッカー部
- 野球部
- ソフトテニス部
- 柔道部
- 剣道部
- 美術部
- 放送部
- 吹奏楽部
- 写真部

## 著名な出身者
- 志穂美悦子 - 女優。

## 通学区域が隣接している学校
- 岡山市立上道中学校
- 岡山市立旭東中学校
- 岡山市立上南中学校
- 岡山市立山南学園
- 瀬戸内市立邑久中学校